# Plucks Gutter
Plucks Gutter est un petit hameau dans le district de Dover.

## Étymologie
Plucks Gutter tire son nom d’un ingénieur néerlandais en drainage nommé Ploeg, dont la tombe se trouve dans l’église All Saints à West Stourmouth. Ploeg, qui signifie charrue en néerlandais, fait référence à la tradition protestante néerlandaise de drainer les marais en créant un fossé labouré.

## Histoire
- Blood Point : À un mile en amont du pub Dog and Duck se trouve ‘Blood Point’, où le roi Alfred a vaincu une force d’invasion viking, souvent considérée comme le premier engagement réussi de la Royal Navy.
- Smugglers : Entre 1821 et 1823, un gang de contrebandiers du nord du Kent utilisait Pluck’s Gutter pour leurs activités illicites.

## Géographie
Plucks Gutter est situé où les rivières Little Stour et Great Stour se rencontrent. Les deux rivières se rejoignent maintenant pour former la rivière Stour, qui s’écoule vers la mer via Sandwich jusqu’à Pegwell Bay près de Ramsgate.

## Commodités
- Pub et Parc de Caravanes : Le hameau abrite un pub en bord de rivière avec un parc de caravanes et de lodges de vacances, ainsi que des installations pour les amarrages non résidentiels.
- Pêche : La pêche sur la rivière est contrôlée par l’association de pêche Wantsum et Plucks Gutter est un lieu de compétitions de pêche. On y pêche principalement des brochets, des brèmes et des gardons.

## Transport
Le hameau était autrefois desservi par un ferry, et le cottage du ferry (une ancienne auberge) est maintenant connu sous le nom de 'House at Plucks Gutter.

## Culture
- Littérature : Le cottage a inspiré le livre ‘House at Plucks Gutter’ de Manning Coles.
- Aviron : Plucks Gutter est également un lieu d’entraînement pour les clubs d’aviron locaux.